# Zubní fazeta
Zubní fazety jsou invazivní estetická ošetření zubu. Spočívá v aplikaci tenké vrstvy keramického materiálu na přední část zubu. Tato plocha zakryje veškeré nedokonalosti barvy či tvaru zubu. Jedná se o jeden z nejrychlejších způsobů, jak ošetřit nevzhledný zub.[zdroj⁠?!]
Zubní vady, které se dají řešit zubní fazetou:
- Nevzhledné skvrny a výplně, které narušují estetiku zubu
- Mechanická poškození, která vznikla důsledkem nehod a úrazů
- Tetracyklinové zuby – zuby poškozené následkem používání léků
- Mezery a ortodontické vady – zuby s nedokonalým tvarem nebo postavením